# Andre Turner
Andre Turner (Memphis, Tennessee, 13 de març de 1964), és un exjugador de bàsquet de nacionalitat nord-americana i amb passaport espanyol, conegut com el "Mag de Memphis" va arribar a ser un dels bases més importants de la Lliga ACB.

## Carrera esportiva
Va començar a jugar als Memphis State University de l'NCAA a començaments dels anys 80. Va ser triat pels Lakers en la 3a ronda del Draft del 1986, en la posició número 68, tot i que abans de començar la temporada va ser traspassat als Boston Celtics. Després de diverses temporades en diferents equips i categories dels Estats Units arriba a l'ACB la temporada 1992-93 com a jugador del Coren Ourense. La temporada 94-95 fitxa per l'Amway Zaragoza, i la dues temporades després pel Festina Joventut, a on guanyaria el seu únic títol: la copa del Rei. Després jugaria al Caja San Fernando i al Cáceres CB, abans de jugar una temporada a LEB amb la Universidad Complutense la temporada 2002-03. A partir d'aquesta temporada alternaria equips LEB amb equips ACB: Fórum Filatélico, Polaris World Murcia, DKV Joventut, Melilla Baloncesto, Llanera Menorca, UB La Palma i CAI Saragossa, equip amb qui assoliria l'ascens a la màxima categoria del bàsquet espanyol l'any de la seva retirada.
Un cop retirat com a jugador va tornar al seu Memphis natal, on va començar a exercir d'entrenador assistent a la Mitchell High School, on va començar ell a jugar.